# Гейнрихс, Евгений Георгиевич
Евге́ний Гео́ргиевич Ге́йнрихс, OP (род. 23 июля 1953, Ленинград, РСФСР) — католический священник, монах-доминиканец, бывший пресс-секретарь римско-католической архиепархии Божией Матери в Москве, викарный священник католического храма в Петрозаводске.

## Биография
Евгений Гейнрихс родился 23 июля 1953 года в Ленинграде. Окончил Ленинградский институт холодильной промышленности.
Был тайно рукоположен в священника восточного обряда 1 октября 1981 года на Украине. В том же году вступил в доминиканский Орден мирян, в 1988 году принёс вечные обеты в Ордене проповедников (доминиканцев). Первоначально служил в «подполье» на частных квартирах. Был связан с монахинями общины доминиканок восточного обряда, основанной матерью Екатериной (Абрикосовой).
С 1989 года по 1991 был викарием прихода Лурдской Богоматери, с 1991 по 2002 год — настоятель церкви святой Екатерины на Невском проспекте. Затем работал в фонде «Христианская Россия» (Милан-Бергамо, Италия).
С 2009 г. по 3 сентября 2017 г. служил настоятелем церкви Божией Матери Неустанной Помощи в Петрозаводске. В настоящее время — викарный священник этого прихода.